# Badaçay
Badaçay är ett vattendrag i Azerbajdzjan. Det ligger i den västra delen av landet, 400 kilometer väster om huvudstaden Baku.
Trakten runt Badaçay består till största delen av jordbruksmark. Runt Badaçay är det ganska tätbefolkat, med 108 invånare per kvadratkilometer.